# سوکهاوتی

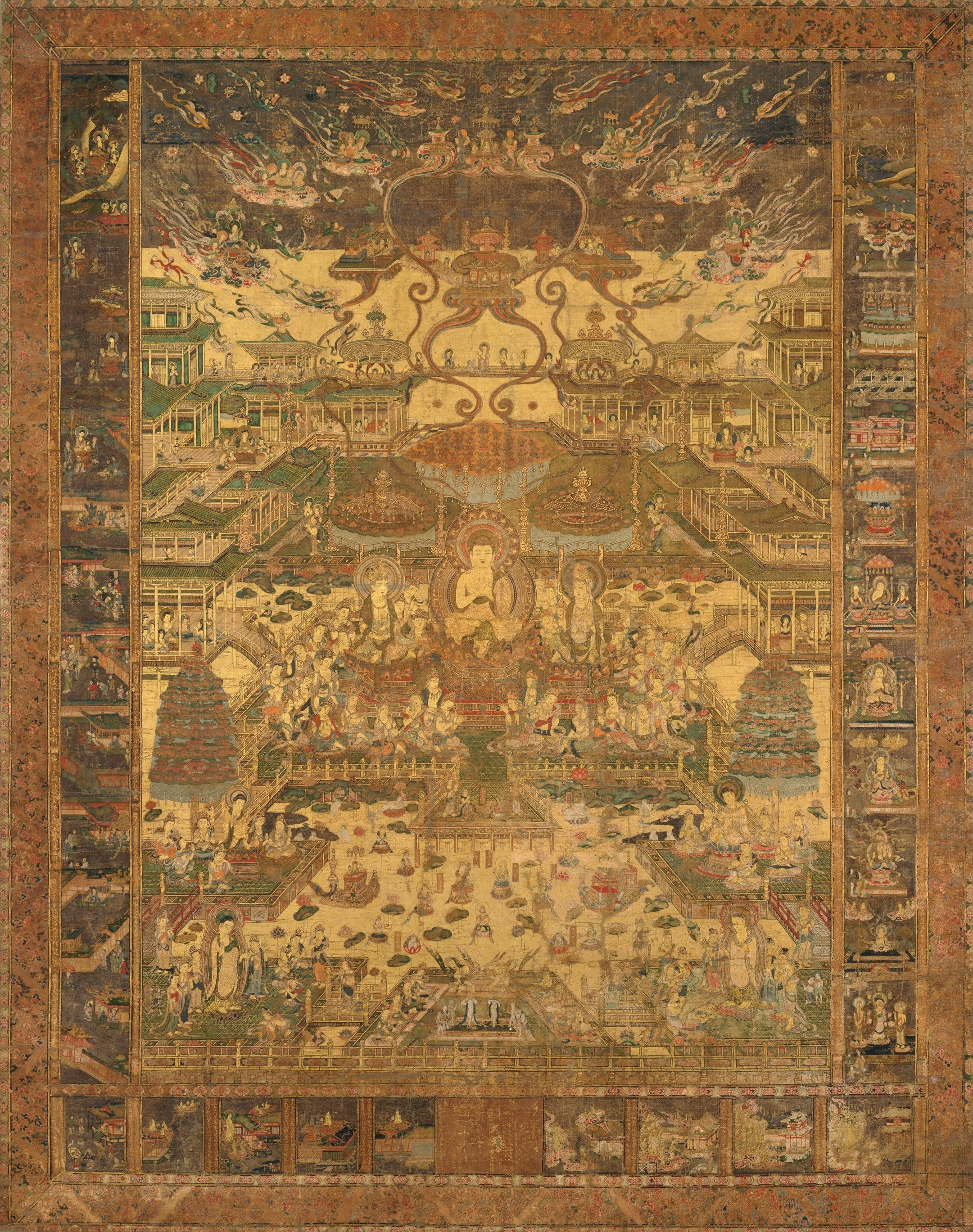
تایما ماندالا، دوره کاماکورا، قرن ۱۴، ژاپن، طومار آویزان. جوهر، رنگ و طلا روی ابریشم، تصویر: 36 1/8 x 28 5/8 اینچ (91.8 x 72.7 سانتی متر)، ورودی موزه هنر متروپولیتن

سوکهاوتی (انگلیسی: Sukhavati) یا بهشت غربی سرزمین پاک آمیتابه در بودیسم مهایانه است. آن را سرزمین سعادت یا سرزمین پاک غربی نیز می‌نامند و به دلیل محبوبیت بوداگرایی پاک‌بوم در شرق آسیا شناخته شده‌ترین سرزمین پاک بودایی است.